# Round Lake Park, Illinois
Round Lake Park är en ort (village) i Lake County, i delstaten Illinois, USA. Enligt United States Census Bureau har orten en folkmängd på 7 536 invånare (2011) och en landarea på 5,4 km².